# Torneo Apertura 2011 (Honduras)
Este campeonato de la Liga Nacional de Fútbol de Honduras definirá al campeón del Torneo Apertura 2011-2012 equipo que obtendrá un cupo para la Concacaf Liga Campeones 2012-13.
El campeonato se jugará mediante el sistema todos contra todos. Los primeros 6 equipos en la tabla clasificarán a la Liguilla, con juegos de ida y vuelta, de la cual saldrán 2 finalistas, que disputarán el título a doble partido (ida y vuelta).
Este torneo no habrá descensos, sólo en el Clausura 2010-2011, en el que se sumarán los puntajes de estos dos torneos, y el que menos puntos obtenga, descenderá.

## Equipos participantes
| Equipos Participantes      |                      |                     |                                          |                           |
| Equipo                     | Entrenador           | Ciudad              | Estadio(s)                               | Capitán                   |
| Atlético Choloma           | Edwin Pavón          | Choloma             | Rubén Deras                              | Luciano Valerio           |
| Club Deportivo Marathón    | Manuel Keosseian     | San Pedro Sula      | Olímpico Metropolitano Yankel Rosenthal  | Mario Berrios             |
| Club Deportivo Motagua     | José Treviño         | Tegucigalpa         | Tiburcio Carías Andino                   | Amado Guevara             |
| Club Deportivo Necaxa      | Jorge Ernesto Pineda | Choluteca           | Fausto Flores Lagos                      | Rubén Licona              |
| Club Deportivo Olimpia     | Danilo Tosello       | Tegucigalpa         | Tiburcio Carías Andino                   | Danilo Turcios            |
| Club Deportivo Platense    | Carlos del Toro      | Puerto Cortés       | Excelsior                                | Juan Manuel Cárcamo       |
| Club Deportivo Vida        | Carlos Martínez      | La Ceiba            | Nilmo Edwards                            | Francisco Antonio Pavón   |
| Club Deportivo Victoria    | Carlos Cantarero     | La Ceiba            | Nilmo Edwards                            | Wilmer Crisanto           |
| Deportes Savio             | Hernan García        | Santa Rosa de Copán | Sergio Reyes                             | Marco Mejía               |
| Real Club Deportivo España | Mario Zanabria       | San Pedro Sula      | Francisco Morazán Olímpico Metropolitano | Julio Rodríguez Cristóbal |

| Atlético Choloma Marathón | Motagua Necaxa | Olimpia Platense | Victoria Vida | Deportes Savio Real España |

## Formato
Temporada Regular: Los 10 clubes se enfrentan 2 veces contra cada rival hasta completar 18 juegos.
Liguilla: Los 2 mejores califican directo a Semifinales, del 3 al 6 hacen un Repechaje de ida y vuelta por los 2 puestos a semifinales.
Semifinales: Se enfrentan 1 vs Ganador Repechaje 1 y 2 vs Ganador Repechaje 2. Series a ida y vuelta. Ganadores juegan la final
Final: Eliminatoria a doble partido en los ganadores de las semifinales.

## Tabla de posiciones
| Pos. | Equipo           | J  | G | E | P | GF | GC | DG  | PTS. |
| --- | ---------------- | -- | - | - | - | -- | -- | --- | ---- |
| 1 | Real España      | 18 | 9 | 7 | 2 | 25 | 13 | +12 | 34   |
| 2 | Marathon         | 18 | 9 | 4 | 5 | 32 | 19 | +13 | 31   |
| 3 | Olimpia          | 18 | 7 | 5 | 6 | 16 | 11 | +5  | 26   |
| 4 | Vida             | 18 | 7 | 5 | 6 | 19 | 21 | -2  | 26   |
| 5 | Deportes Savio   | 18 | 6 | 6 | 6 | 22 | 25 | -3  | 24   |
| 6 | Necaxa           | 18 | 6 | 5 | 7 | 16 | 20 | -4  | 23   |
| 7 | Motagua          | 18 | 6 | 4 | 8 | 20 | 19 | +1  | 22   |
| 8 | Platense         | 18 | 6 | 3 | 9 | 14 | 23 | -9  | 21   |
| 9 | Victoria         | 18 | 5 | 4 | 9 | 21 | 25 | -4  | 19   |
| 10 | Atlético Choloma | 18 | 3 | 9 | 6 | 18 | 27 | -9  | 18   |
| PTS – puntos; PJ – partidos jugados; PG - partidos ganados; PE - partidos empatados; PP - partidos perdidos; GF – goles a favor; GC – goles en contra; DG – diferencia de goles |                  |    |   |   |   |    |    |     |      |

| Vida     | 1-1 | Real España      | Nilmo Edwards          | 6 de agosto | 19:00 |
| Necaxa   | 1-0 | Motagua          | Marcelo Tinoco         | 7 de agosto | 15:00 |
| Platense | 2-1 | Victoria         | Excelsior              | 7 de agosto | 15:00 |
| Marathón | 5-0 | Deportes Savio   | Olímpico Metropolitano | 7 de agosto | 15:30 |
| Olimpia  | 2-0 | Atlético Choloma | Tiburcio Carías Andino | 7 de agosto |       |

| ACOPLES: Sirven para prolongar las líneas de transmisión de los ejes o conectar tramos de diferentes ejes. Su propósito principal es el de conectar los ejes de las unidades que fueron manufacturadas por separado y que giran, como el motor o el generador. Sin embargo, sí permiten cierto movimiento y también proporcionan una fácil desconexión de los dos dispositivos para alguna reparación o modificación. Reducen el choque que se transmite de un eje a otro. Tipo Engranaje, Tipo Rejilla de Acero, De Disco Flexible, Tipo Cadena, Tipo deslizante, Flexible de cruceta | SELLOS: Es un dispositivo que ayuda a unir una parte fija con una móvil en mecanismos usando presión para cerrar herméticamente la unión, previniendo de esta forma una fuga o gotera. Se usan para bombas centrífugas industriales, compresores, mezcladores, entre otros donde se requiere continuamente el uso de un eje giratorio que involucre líquidos. Estáticos, Dinámicos, Mecánicos (uso doméstico), Empaque de compresión | BOMBAS: Es una máquina que consiste de un conjunto de paletas rotatorias encerradas dentro de una caja. Sirven para el transporte de líquidos que contengan sólidos en suspensión, pero poco viscosos. Partes: Impulsor, Eje, Carcasa, Bases, Anillos de desgaste Tipos: Flujos radiales, Flujos axiales, Diagonales Sistema abierto de transporte de agua, sistema cerrado de calefacción (generador de calor, sistema de transporte, válvula de seguridad, consumidor de calor) | CÁLCULOS DE GRÁFICA: BHP: Brake Horse Power (Potencia al freno), NPSH: Net positive suction head (Altura Neta Positiva en la Aspiración), Diámetro del impeler (bomba), % ---> Curvas de rendimiento (eficiencia) ¿Pies a psi? 200 pies = 86.7 psi - 1 psi: 2.31 pies - 1 pie: 0.4335 psi |  |

| Victoria       | vs | Olimpia          | Nilmo Edwards          | 13 de agosto | 19:30 |
| Real España    | vs | Necaxa           | Francisco Morazán      | 13 de agosto | 19:30 |
| Platense       | vs | Marathón         | Excelsior              | 14 de agosto | 15:00 |
| Motagua        | vs | Atlético Choloma | Tiburcio Carías Andino | 14 de agosto |       |
| Deportes Savio | vs | Vida             | Sergio Reyes           | 14 de agosto | 17:30 |

| Atlético Choloma | vs | Platense       | Rubén Deras            | 20 de agosto |       |
| Vida             | vs | Victoria       | Nilmo Edwards          | 20 de agosto | 19:30 |
| Necaxa           | vs | Deportes Savio | Fausto Flores Lagos    | 21 de agosto | 15:00 |
| Marathón         | vs | Motagua        | Yankel Rosenthal       | 21 de agosto | 15:30 |
| Olimpia          | vs | Real España    | Tiburcio Carías Andino | 21 de agosto |       |

| Atlético Choloma | vs | Necaxa   | Rubén Deras            | 27 de agosto | 18:00 |
| Vida             | vs | Marathón | Nilmo Edwards          | 27 de agosto | 19:30 |
| Real España      | vs | Victoria | Francisco Morazán      | 27 de agosto | 19:30 |
| Deportes Savio   | vs | Olimpia  | Sergio Reyes           | 28 de agosto | 14:00 |
| Motagua          | vs | Platense | Tiburcio Carías Andino | 28 de agosto | 16:30 |